# Vagrant
Vagrant (с англ. — «бродяга») — свободное и открытое программное обеспечение для создания и конфигурирования виртуальной среды разработки. Является обёрткой для программного обеспечения виртуализации, например VirtualBox, и средств управления конфигурациями, таких как Chef, Salt и Puppet.
Начиная с версии 1.1 Vagrant больше не привязан к VirtualBox и работает также и с другими средствами виртуализации, например, VMware Workstation, а также поддерживает облачные среды, например Amazon EC2. Инструмент написан на Ruby; при этом его можно использовать в проектах, создаваемых на других языках программирования, таких как PHP, Python, Java, C# и JavaScript.
В версии 1.6 реализована встроенная поддержка для использования контейнерной виртуализации на базе LXC с применением инструментария Docker вместо полностью виртуализированной операционной системы, что позволяет уменьшить накладные расходы.
Плагин vagrant-libvirt добавляет поддержку libvirt в Vagrant.
Vagrant предоставляет следующие возможности:
- Поддержка создания и использования коробок ("boxes"), которые представляют собой шаблоны виртуальных машин для быстрого развертывания.
- Интеграция с системами контроля версий, что позволяет разработчикам работать в согласованной среде независимо от локальных конфигураций.
- Поддержка мульти-машинных сред (multi-machine environments), что удобно для тестирования распределённых систем.
- Возможность создания собственных плагинов для расширения функциональности.
- Инструменты для синхронизации файлов между хостовой и гостевой операционными системами.

Кроме того, Vagrant активно используется в DevOps-практиках, так как позволяет стандартизировать окружение разработки и облегчить процесс переноса приложений между разными этапами разработки и тестирования.
С марта 2022 HashiCorp закрыл доступ к Vagrant и прекратил обслуживание для клиентов из РФ и Белоруссии.